# UTC±00:00
Az UTC±00:00 jelenti az egyezményes koordinált világidőt (UTC).

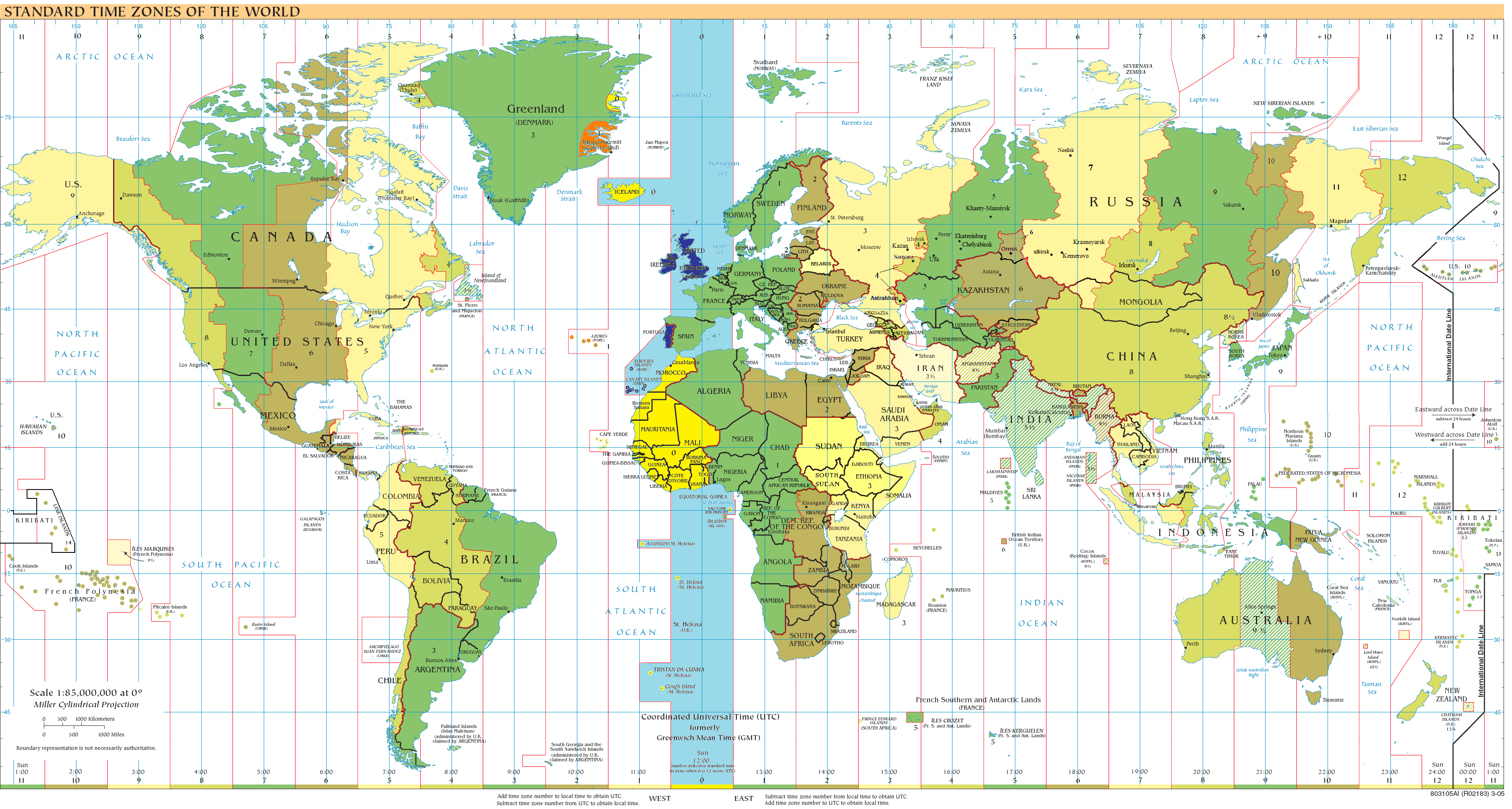
UTC±0:00-hoz tartozó területek:

## Alap időzónaként használó területek (az északi félteke telein)

### Európa
- Egyesült Királyság
  - a Brit-sziget területén ( Anglia,  Skócia,  Wales), illetve  Észak-Írországban
  -  Guernsey Bailiffség
  -  Man-sziget
  -  Jersey Bailiffség
- Spanyolország
  -  Kanári-szigetek (az Európai Unióval együtt áll át a nyári időszámításra)
- Dánia
  -  Feröer
- Írország[a]
- Portugália (kivéve az Azori-szigeteket, amelyek UTC-1-et használnak nyári időszámítással)

### Extremális pontok
1. A legnyugatibb pont, ahol az UTC-hez nyári időszámítás társul, El Hierro a Kanári-szigeteken, Spanyolországban található (ny. h. 18° 00'). Az idő, amelyet itt használnak, 2 órával és 12 perccel van a fizikális nyári idő felett, így a legnagyobb ilyen eltérést létrehozva az UTC időzónájában.
2. A legkeletibb település, ahol az UTC-hez nyári időszámítás társul, Lowestoft, Kelet-Anglia (k. h. 1° 45').

## Alap időzónaként használó területek (egész évben)

### Afrika
- Burkina Faso
- Elefántcsontpart
- Gambia
- Ghána
- Guinea
- Bissau-Guinea
- Libéria
- Mali
- Mauritánia
- Szenegál
- Sierra Leone
- Togo
- Nyugat-Szahara
- São Tomé és Príncipe

### Atlanti-óceániszigetek
- Dánia
  -  Grönland (Dánia külbirtoka)
    - Danmarkshavn és a közeli területek
- Izland
- Egyesült Királyság
  - Szent Ilona (terület)
  - Ascension-sziget
  - Tristan da Cunha

### Antarktika
- egyes területek

### Extremális pontok
1. A legnyugatibb pont, ahol az UTC-hez nem használnak nyári időszámítást, Bjargtangar, Izland északnyugati félszigetén (ny. h. 24° 32'). Az idő, amelyet itt használnak, 1 órával és 38 perccel van előrébb a fizikai nyári időnél. Ez a legnagyobb eltérés a fizikai időtől, ahol az UTC-hez nem használnak nyári időszámítást.

## Nyári időszámításként használó területek (az északi félteke nyarain)

### Észak-Amerika
- Dánia
  -  Grönland (Dánia külbirtoka)
    - keleti régiók Ittoqqortoormiit körül

### Európa
- Portugália
  -  Azori-szigetek

## Időzóna ebben az időeltolódásban
| Időzóna neve angolul          | Időzóna neve magyarul                     | Időzóna rövidítése |
| ----------------------------- | ----------------------------------------- | ------------------ |
| Greenwich Mean Time           | Greenwichi középidő                       | GMT                |
| Western European Time         | Nyugat-európai idő                        | WET                |
| Azores Summer Time            | Azori nyári idő Azori-szigeteki nyári idő | AZOST              |
| Eastern Greenland Summer Time | Kelet-grönlandi nyári idő                 | EGST               |
| Zulu Time Zone[b]             | -                                         | Z                  |

## Fordítás
Ez a szócikk részben vagy egészben  az   UTC±00:00 című angol Wikipédia-szócikk ezen változatának fordításán alapul.  Az eredeti cikk szerkesztőit annak laptörténete sorolja fel. Ez a jelzés csupán a megfogalmazás eredetét és a szerzői jogokat jelzi, nem szolgál a cikkben szereplő információk forrásmegjelöléseként.